# خویان-پاووووینتا
خویان-پاووووینتا (به لهستانی:  Chojane-Pawłowięta) یک روستا در لهستان است که در گمینا کولشه کوشچیلنه واقع شده‌است. خویان-پاووووینتا ۱۱۰ نفر جمعیت دارد.